# Plàcid Garcia-Planas Marcet
Plàcid Garcia-Planas Marcet (Sabadell, 1962) és un periodista català, llicenciat en Ciències de la informació per la Universitat de Navarra. És net de l'empresari tèxtil Josep Garcia-Planas Cladellas, Medalla d'Or de Sabadell. Des del 15 de març de 2016 és director del Memorial Democràtic.
Reporter de la secció d'internacional de La Vanguardia des de 1988, ha estat enviat a diferents fronts, com el dels Balcans (on va cobrir els diversos episodis de la guerra de l'antiga Iugoslàvia, de 1991 a 1999) i el del Pròxim Orient (tant en la Guerra del Golf, 1990-91, com en la de l'Iraq, 2003). Ha informat des de l'Afganistan, i ha estat un dels pocs europeus que ha aconseguit entrar a Kandahar, la ciutat emblemàtica dels talibans, on s'ha disfressat de paixtu per evitar el risc del segrest.
| «                      | Els reporters de guerra, de la guerra i del diari que sigui, tenim el mateix problema: com adverbiar el patiment, com adjectivar la foscor, com puntuar la mort | » |
| — Plàcid Garcia-Planas | |   |

El 2014 va publicar El marqués y la esvástica. César González-Ruano y los judíos (Anagrama) en què parla de la vida del periodista César González Ruano.
El març de 2016 va ser nomenat director del Memorial Democràtic de Catalunya, càrrec en el qual va romandre fins a l'1 de gener de l'2019, data en què va tornar a la secció internacional de La Vanguardia.

## Arxiu

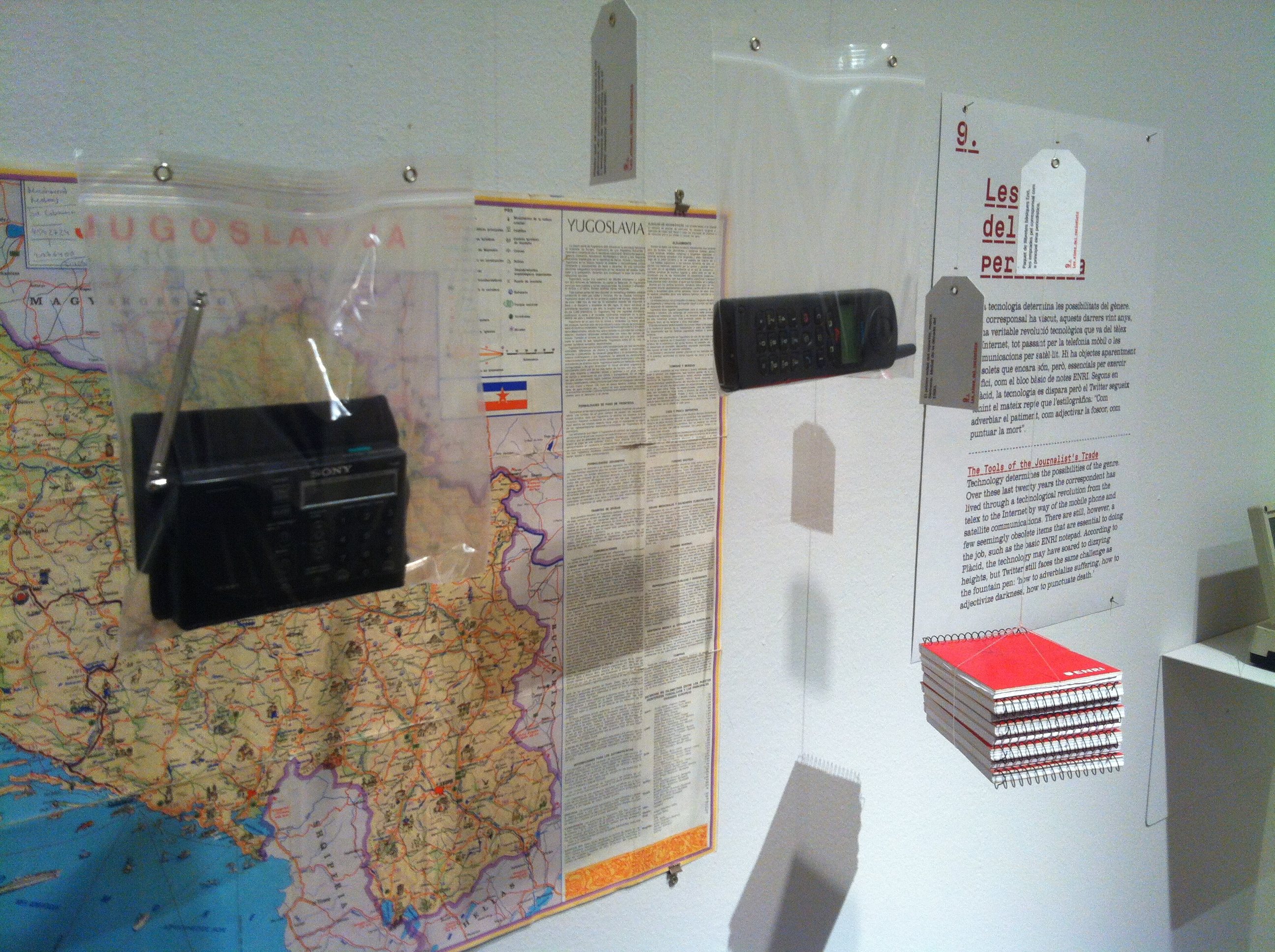
Detall de l'exposició amb el seu arxiu

Plàcid Garcia-Planas ha col·leccionat comunicats d'exèrcits, cartells i flyers propagandístics de l'exèrcit nord-americà encoratjant als militars iraquians a desertar sota l'amenaça de l'atac (1991) o bé permisos militars autoritzant-lo a circular per llocs restringits a les guerres de l'Afganistan (2009-2010). El seu interès per peces simbòliques l'han dut a conservar fragments d'objectes obtinguts en llocs destacats un cop destruïts com un fragment d'un plat de la residència de Gaddafi a Brega després de l'assalt (2011) o objectes militars com una màscara antigàs de la guerra del golf (1991). L'art és present a l'exposició a través de fragments d'obres amb símbols militars i de líders polítics recuperats després de la destrucció com un tros d'un monument a Saddam Hussein destruït per xiïtes a Bàssora (2003) o bé objectes quotidians que han esdevingut peces d'art essent intervinguts com bitllets iraquians amb la cara de Saddam Hussein als que se'ls hi ha afegit la imatge de la nina Barbie com a símbol d'intervenció occidental. També es mostren objectes personals i eines de treball de Garcia-Planas com a periodista i roba militar de camuflatge i protecció. Hi ha peces curioses com joguines amb referències militars com un nino antiestrès amb la figura de Saddam Hussein o souvenirs macabres al·lusius a episodis històrics dramàtics com un encenedor amb la forma de les torres bessones de Nova York essent atacades (2001).
El 2012 es va inaugurar a l'Arts Santa Monica l'exposició: "L'Arxiu del corresponsal de Guerra. Col·lecció Plàcid Garcia-Planas mostra objectes simbòlics de les guerres de què ha estat testimoni el periodista Plàcid Garcia-Planas com a reporter de La Vanguardia des de l'any 1988 fins a l'actualitat i d'altres conflictes bèl·lics anteriors". Al llarg dels anys, el corresponsal de guerra ha anat col·leccionant objectes que remeten a la realitat de les guerres i dels esdeveniments històrics que ha presenciat; es tracta d'objectes que sovint han estat protagonistes i motors narratius dels seus articles. La col·lecció que es presenta a l'Arts Santa Mònica són peces que traslladen al visitant a països i èpoques històriques per la via del detall, tot evocant situacions de conflicte i crisis humanitàries a partir d'objectes.

## Publicacions
- La revancha del reportero: Tras las huellas de siete grandes corresponsales de guerra (Barcelona, Diéresis, 2007). ISBN 978-8493399757
- Jazz en el despacho de Hitler: Otra forma de ver las guerras (Barcelona, Península, 2010). ASIN: B00IGFX6G6
- Como un ángel sin permiso: Cómo vendemos misiles, los disparamos y enterramos a los muertos (Barcelona, Carena, 2012).
- El marqués y la esvástica: César González-Ruano y los judíos en el París ocupado (Barcelona, Anagrama, 2014). ASIN: B00IVSBGLU. Escrit junt amb Rosa Sala Rose.
- «Tumulto»: Meditacions sobre l'octubre català (2017), editat conjuntament amb Enric Ucelay-Da Cal i Arnau González i Vilalta (Maçanet de la Selva, Gregal, 2017). ISBN 978-84-17082-38-3[7]

## Premis i reconeixements
L'any 2010 se li va concedir el 1r Premi de Periodisme d'Investigació Grup Godó i Grup 62.